# Mambrillas de Lara
Mambrillas de Lara es una localidad y un municipio situados en la provincia de Burgos, comunidad autónoma de Castilla y León (España), comarca de Sierra de La Demanda, partido judicial de Salas de los Infantes, cabecera del ayuntamiento de su nombre.
Tiene un área de 34,03 km² con una población de 60 habitantes (INE 2007) y una densidad de 1,76 hab/km².

## Geografía
Integrado en la comarca de Sierra de la Demanda, se sitúa a 39 kilómetros de Burgos. El término municipal está atravesado por la carretera nacional N-234, entre los pK 453 y 458, y por carreteras locales que permiten la comunicación con Cubillo del César (Los Ausines) y Lara de los Infantes (Jurisdicción de Lara). 
El relieve del municipio está definido por la sierra de las Mamblas por el sur y por otras elevaciones más aisladas por el norte (La Peña), contando con algunos arroyos que discurren entre las zonas más montañosas formando pequeños valles. Al sureste, en la sierra de las Mamblas, destaca también el cerro de la Cueva (1278 metros). La altitud oscila entre los 1296 metros al norte (Peñalara) y los 980 metros al este, a orillas de un arroyo. El pueblo se alza a 987 metros sobre el nivel del mar. 
| Noroeste: Torrelara                                   | Norte: Torrelara y Jurisdicción de Lara | Nordeste: Jurisdicción de Lara                                 |
| Oeste: Cuevas de San Clemente y Los Ausines (exclave) |                                         | Este: Campolara y Comunidad de Hortigüela y Mambrillas de Lara |
| Suroeste: Mecerreyes                                  | Sur: Covarrubias                        | Sureste: Hortigüela                                            |

### Localidades
Cubillejo de Lara, Mambrillas y Quintanilla de las Viñas.

## Demografía
Mambrillas de Lara cuenta con una población de 56 habitantes (INE 2024).
| Gráfica de evolución demográfica de Mambrillas de Lara entre 1857 y 2021 |
| |
| Población de derecho según los censos de población del INE. Población de hecho según los censos de población del INE.Entre el censo de 1857 y el anterior, aparece este municipio porque se segrega del municipio Jurisdicción de Lara. |

| 1991 |  | 1996 |  | 2001 |  | 2004 |
| ---- |  | ---- |  | ---- |  | ---- |
| 81   |  | 81   |  | 70   |  | 69   |

## Historia
El nombre de Mambrillas procede de Mambligas, diminutivo de Mamblas (en relación con las cercanas montañas de idéntico nombre), que procede del latín “mamulas”, o pechos de mujer. Mambrillas, vinculado al Alfoz de Lara, tiene su momento de máximo esplendor en el final del mundo medieval. En 1186 varios nobles hacen entrega de alguna de sus propiedades en esta villa al mismo cenobio. Esta localidad aldea siempre estuvo vinculada a la “civitas” de Lara, pues aunque la misma no aparezca en el Becerro de las Behetrías, en 1459 los vecinos participan en el proceso que dará lugar a la promulgación de las “Ordenanzas de la villa de Lara y su Tierra”. En el año 1587 figura recogida como “Mambligas”. 
En esta comarca están ambientadas las tradiciones épicas de nuestra literatura medieval como son el poema de Fernán González y la leyenda de los Siete Infantes de Lara. 
Todavía se puede apreciar sus construcciones de arquitectura popular, tales como las típicas chimeneas serranas, sus hornos y el molino (en funcionamiento hasta mediados del siglo pasado), y por supuesto la Iglesia católica dedicada al patrono de la localidad, San Juan Bautista

## Monumentos y lugares de interés
- Cabe destacar la iglesia de San Juan Bautista, construida en mampostería e integrado por una sola nave organizada en tres tramos, dos de ellos cubiertos con bóvedas de terceletes. El conjunto de la fábrica es de formas góticas –últimas décadas del siglo XV o primeras del siglo XVI-, aunque se aprecia que el primer tramo se hundió y se levantó con posterioridad. Cuenta en su interior con un retablo mayor de madera policromada, ubicado en el ábside, que consta de banco, dos cuerpos y dos entrecalles. Importa sobre todo el conjunto de pinturas del banco (cuatro) y una en cada uno de los cuerpos que escenifican a cuatro santas, de degollación de San Juan y la Adoración de los Magos. Dichas pinturas pertenecen a la escuela castellano-flamenca y pueden haber sido realizadas por importantes artistas de su época.

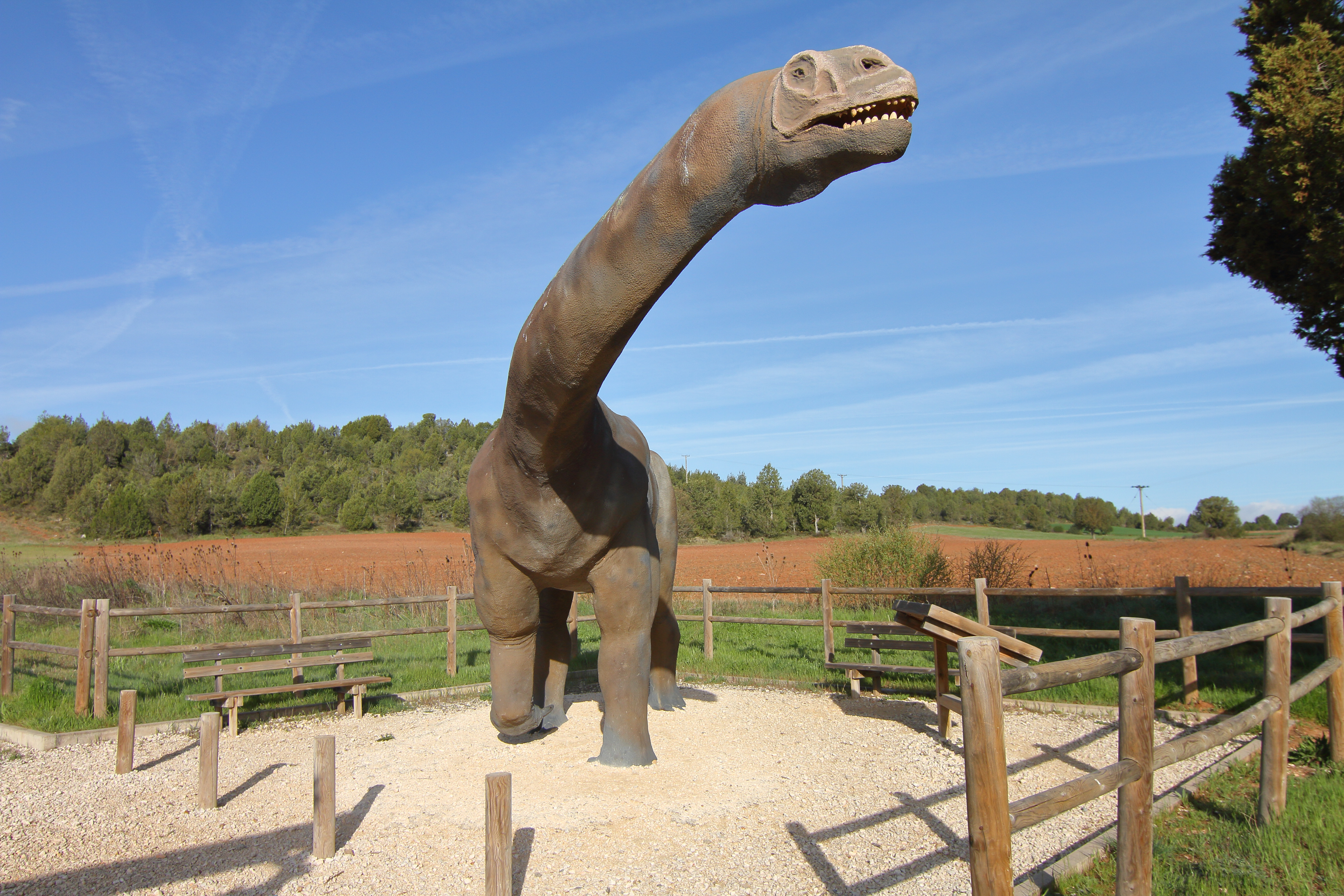
Yacimiento de La Pedraja, en Mambrillas de Lara; maqueta de dinosaurio.

- Yacimiento de la Pedraja, en Mambrillas de Lara.

- Dolmen de Cubillejo de Lara, en Cubillejo de Lara.

- Ermita de Santa María, en Quintanilla de las Viñas.

## Cultura

### Fiestas
- El 20 de enero, San Sebastián, se organiza la reunión de la cofradía homónima, celebrándose una misa en recuerdo de los fallecidos durante el año anterior.

- Las fiestas patronales son el 24 de junio, san Juan Bautista, que se traslada al fin de semana más próximo.

- El 16 de agosto se celebra la festividad de San Roque.

- El 8 de septiembre se celebra la tradicional romería de La Virgen de Mamblas, en la que los vecinos de Mambrillas, Mecerreyes y Covarrubias asisten a la ermita de Mamblas, situada en el pico de la Mambla en el término municipal de Covarrubias.

- En el mes de diciembre se celebra la tradicional fiesta de la matanza del cerdo con degustación de productos típicos.

Durante el mes de agosto se registra la masiva afluencia de veraneantes, en su mayor parte familiares y gente del pueblo que en los años 1960 tuvieron que emigrar a la capital burgalesa y a las provincias limítrofes, y que hacen que la población de Mambrillas de Lara pueda alcanzar los 400 habitantes.